# You're Not There
You're Not There is een nummer van de Deense band Lukas Graham uit 2017. Het is de vierde single van hun titelloze tweede studioalbum.
Het nummer haalde een bescheiden 25e positie in Denemarken, het thuisland van de band. In Nederland haalde het nummer de 13e positie in de Tipparade, en in Vlaanderen bereikte het de 6e positie in de Tipparade.